# 阿诺德·J·汤因比
阿诺德·约瑟夫·汤因比，CH（英語：Arnold Joseph Toynbee，/ˈtɔɪnbi/；1889年4月14日—1975年10月22日），英国历史学家。其伯父為专门研究经济发展史的歷史學家阿诺德·汤因比（1852-1883），故為與其區別有時亦稱小汤因比。湯恩比著述頗豐，其中以他十二鉅冊的《歷史研究》為最輝煌。其評史一反國家至上的觀念，主張文明才是歷史的單位；他把世界歷史劃分為26種文明，並断言，文明得以崛起的原因在于它在包含菁英领袖的少数创造者的领导下成功地应对了环境的挑战。

## 生平
汤因比1889年生于英国伦敦，曾就读温切斯特学院和牛津大学贝利奥尔学院，1911年毕业。其后加入雅典考古学院成为研究生，并前往希腊进行考古工作。回国后，成为母校的研究员，专门研究及教授希腊和罗马的古代史，曾任教于伦敦国王学院（科莱斯现代希腊与拜占庭历史、语言、文学教授，1919-1924年）和伦敦政治经济学院。
在第一次世界大战期间，他供职于英国外交部政治情报厅，并于1919年以英国代表团成员身份参加巴黎和会。戰後，他成為倫敦大學希臘文與歷史學教授。1925年，受命為皇家國際事務研究所的研究教授兼所長，他任此職達三十年之久。1936年，阿道夫·希特勒授予他帝国总理勋章。第二次世界大战期间，他再次为英国外交部工作，并参与了战后和谈。

## 學說
1946年，阿諾德·約瑟·湯恩比在他所寫的《歷史的研究》一書中，將日本文明定義為“由中華文明衍生出來的子代（Peripheral Civilization）”，而朝鮮文明、越南文明則被描述為“圍繞著中華文明這顆太陽旋轉的衛星（Satellite Civilization）”，並認為日本人在學習中國文化方面和韓國人、越南人有著明顯的不同，必須要區分看待。